# Franciscus Mertens
Franciscus Mertens (Beerse, 20 november 1825 – aldaar, 6 september 1904) was een Belgisch politicus.

## Levensloop
Hij werd aangesteld als schepen te Beerse op 11 augustus 1886, een mandaat dat hij zou uitoefenen tot zijn aanstelling als burgemeester op 1 februari 1888. Schepenen onder zijn bestuur waren Joseph Dufraing (1888-1903), Jan Adraenssen (1888-1895), Frans De Roover (1895-1904) en Jan Van Roey (1903-1904).  Mertens bleef burgemeester tot aan zijn dood, hij werd opgevolgd in deze functie door Frans De Roover.